# Gare de Paris-Bastille
Pour les articles homonymes, voir Paris (homonymie) et Bastille (homonymie).
La gare de la Bastille ou gare de Paris-Bastille est une ancienne gare parisienne en service de 1859 à 1969, située dans le 12e arrondissement de Paris. Elle constituait le point de départ de la ligne de Paris à Verneuil-l'Étang et à Marles-en-Brie, plus communément nommée « ligne de Vincennes ».

## Histoire

### Construction et aménagements

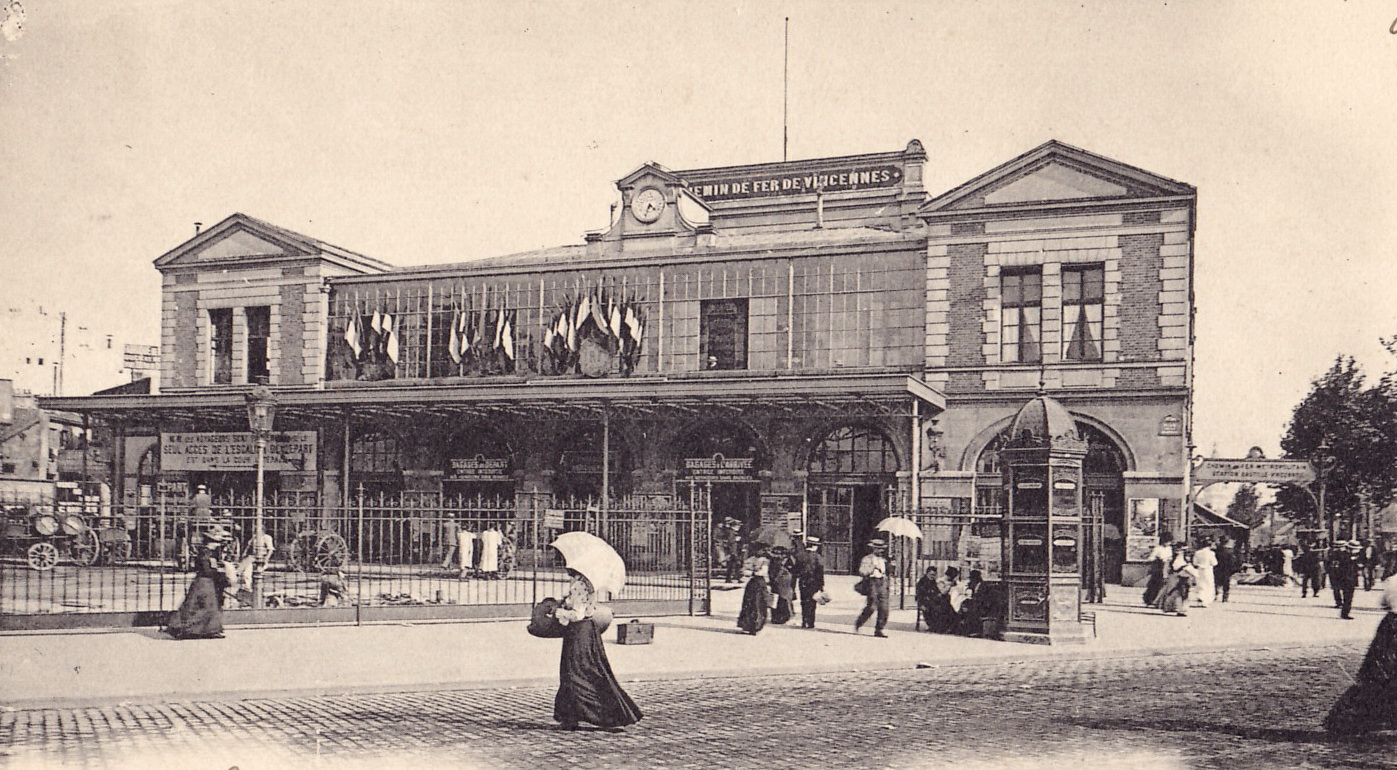
La gare dans les années 1900.

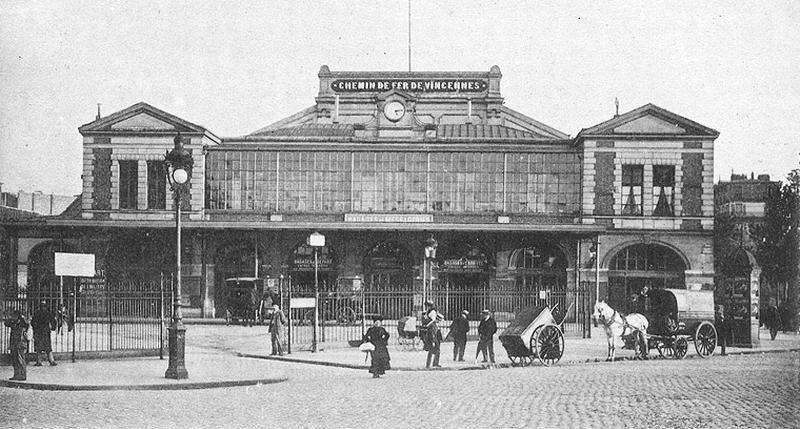
Autre vue prise à la même époque.

La gare de la Bastille était située entre la rue de Lyon et la rue de Charenton, au niveau de la place de la Bastille dont elle tient son nom. La construction de la ligne débute en 1855 en banlieue. L'embarcadère est dessiné par l'architecte François-Alexis Cendrier, qui avait déjà dessiné la gare de Lyon. La Ville de Paris tente un moment d'interrompre le projet, préférant une gare située plus en périphérie au niveau du quartier du Bel-Air, mais cette demande est rejetée par l'État. La gare est inaugurée, de même que le reste de la ligne de chemin de fer, le 22 septembre 1859, en présence de l'empereur Napoléon III. Elle appartient alors à la compagnie de l'Est.
Le bâtiment en façade mesure 250 mètres sur 30 mètres de large. Deux nefs abritent quatre voies à quai pour la première et deux voies pour la seconde. Compte tenu de l'exiguïté des installations, un pont roulant est installé en tête des quais, afin de permettre les manœuvres des locomotives. Les voies sont surélevées dans le tronçon final par un viaduc (le « viaduc de Paris » rebaptisé « viaduc des Arts »). Celui-ci mesure alors 1 020 mètres et comprend 72 arches ; il longe les immeubles à hauteur du premier étage. En 1872, la ligne est prolongée vers Sucy-en-Brie, en 1874 vers Boissy-Saint-Léger, en 1875 vers Brie-Comte-Robert et en 1892 vers Verneuil-l'Étang. Cette gare reste une gare de banlieue.

#### Commerces
De nombreux commerces étaient abrités au rez-de-chaussée de la gare, notamment un coiffeur, un bar et un grand restaurant (« Les Voûtes »).

### Machines hébergées
Cette gare ne connaît que la traction vapeur, avec essentiellement des locomotives type 120 à tender séparé, rapidement remplacées par des locomotives-tender 120 T (no 261 à 285) construites par André Koechlin & Cie à Mulhouse. À partir de 1881, les remplaçantes sont les « 031 T Est 613 à 742 » (futures 1-031 TA) et les 131 T immatriculées « 131 T Est V 613 à V 666 » (futures 1-131 TA). À partir de 1925, ce sont les « 131 T Est 32001 à 32050 » (futures 1-131 TB) qui entrent en scène. Les dernières machines à desservir la ligne, à partir de 1962, sont les célèbres « 141 T Est 4401 à 4512 » (futures 1-141 TB 401 à 512). Ces machines sont alors entretenues au dépôt de Nogent-Vincennes, .

### Abandon de la gare
La gare de la Bastille est abandonnée dans le cadre de la création de la ligne A du RER d'Île-de-France. Une partie de l'historique ligne de Vincennes est alors transformée en une infrastructure ferroviaire moderne, électrifiée et à grande capacité, interconnectée avec la ligne de Saint-Germain-en-Laye au moyen d'un tunnel à grand gabarit traversant Paris selon un axe est-ouest. La section comprise entre la bifurcation de Vincennes (point kilométrique 29,3 du RER A) et la gare de la Bastille est toutefois définitivement abandonnée, les gares de Nation et Paris-Gare-de-Lyon ayant été préférées pour le tracé du nouveau tunnel. Le départ du dernier train à vapeur de Paris-Bastille est donné le 14 décembre 1969, à 0 h 50. Le trafic fret est maintenu à la gare de Reuilly jusqu'à son abandon en 1985.

### La gare après le ferroviaire
Après l'arrêt de l'activité ferroviaire, le bâtiment voyageurs de la gare de la Bastille sert de lieu d'exposition  (par exemple pour la FIAC et pour Rétromobile). Entre le 30 octobre et le 7 novembre 1976, la SNCF organise une exposition dans la gare désaffectée, qui rassemble 75 000 visiteurs. Les locaux de l'ancienne gare ont été utilisés comme atelier par l'industriel français d'origine hongroise Tibor Sillinger qui y a produit des canots pneumatiques.
L'avenir de la gare reste quelques années en sursis. La SNCF envisage un temps d'en faire le terminus d'une ligne reliant La Défense à Bastille et réutilisant successivement la ligne des Coteaux, la Petite Ceinture sud et le tronçon abandonné de la ligne de Vincennes. Sa démolition est finalement actée pour permettre la construction de l'Opéra Bastille voulu par François Mitterrand, et intervient en 1984.
Les anciennes voies de chemins de fer sont quant à elles rachetées en 1986 par la Mairie de Paris. D'une longueur de quatre kilomètres, elles sont réaménagées en promenade, dite « promenade plantée », par les architectes Philippe Mathieux et Jacques Vergely. Cette zone s'étend de l'avenue Daumesnil au boulevard périphérique, dans le 12e arrondissement. La promenade plantée est rebaptisée Coulée verte René-Dumont en 2013.